# Minretumomab
Minretumomab (CC49) là một kháng thể đơn dòng của chuột  được thiết kế để điều trị các bệnh ung thư biểu hiện kháng nguyên TAG-72. Điều này bao gồm ung thư vú, ruột kết, phổi và tụy. Rõ ràng, nó chưa bao giờ vượt qua các thử nghiệm lâm sàng giai đoạn I cho mục đích này.

## Các dẫn xuất
Một loạt các dẫn xuất đã được sử dụng trong nghiên cứu dược phẩm. Các ví dụ bao gồm chimeric  và minretumomab được nhân hóa, cũng như protein tổng hợp của một đoạn biến chuỗi đơn minretumomab và enzyme beta-lactamase.

### Dược phẩm phóng xạ
Iretine (125 I) minretumomab là một dẫn xuất phóng xạ iod-125 được phát triển để phát hiện khối u trong các xét nghiệm miễn dịch phóng xạ như CA 72-4.
Minretumomab phóng xạ cũng đã được thử nghiệm để điều trị khối u rắn, nhưng không thành công. Iodine (131 I) và lutetium (177 Lu) minretumomab, ví dụ, đã được chứng minh là tạo ra kháng thể chống chuột ở người; không thấy đáp ứng khối u trong các thử nghiệm lâm sàng giai đoạn I và II.